# '80年未来をこの手に!
『'80年未来をこの手に!』（はちじゅうねん みらいをこのてに）は、1980年（昭和55年）1月1日1:00 - 2:25に生放送された特別番組である。

## 概要
「科学と人間の理想的な結びつきに焦点を当て（中略）八〇年代の人類の幸福と世界の平和を考えていく
」ことを趣旨に、『ライオンスペシャル』と冠してライオン株式会社の1社単独協賛番組で放送された。
1979年（昭和54年）12月31日 - 1980年1月1日をまたいだ「ゆく年くる年」の第2部的な位置づけに相当する。TBSを制作幹事局とし、日本民間放送連盟加盟のテレビ局のうちびわ湖放送以外の92局共同制作による生放送であった。
番組内容として、スペースシャトルやHSST・各種ロボットといった「新技術」の紹介および実演、ジョンソン宇宙センターからの生中継、ザ・ドリフターズによるコント等が設定されていた。

### びわ湖放送のネット拒否
当時広く使用されていたリン酸塩含有の合成洗剤が琵琶湖の水質汚染に繋がると問題になっており、1979年10月には滋賀県議会で『滋賀県琵琶湖の富栄養化の防止に関する条例』（通称：琵琶湖条例）が制定された。これを受けて、びわ湖放送の大株主である滋賀県が、県民感情を考えてネット受けを中止するよう働きかけた。
びわ湖放送は当初ネット受けをする方針で、1979年11月末の年末年始最終編成案にも盛り込まれていたというが、急遽ネット受けを中止した。当時の放送業界では「たった一局の反乱」と呼ばれた。番組冒頭、司会の西田敏行が「全国の皆さんあけましておめでとうございます。全民放92局を結んでお送りします」と述べたが、当時の全民放は93局であり、嘘を承知の挨拶となった。
びわ湖放送では同日、『ゆく年くる年』の後に1:00からミニ番組『わがまち』を放送した後、1:04に放送を終了した。
もっとも、滋賀県は関西広域圏に含まれているため、毎日放送・朝日放送（現：朝日放送テレビ）・関西テレビ・よみうりテレビや、放送対象地域外ながら滋賀県でも広く視聴できる独立局の近畿放送など、周辺府県の視聴可能なテレビ局によって本番組を差し支えなく視聴できた。
なお、ライオンはこの騒動の4か月後、当時の主力洗剤「トップ」の無リンバージョンを発売している。

## 出演者
| 司会 西田敏行 アシスタント 藤真利子 熊谷真実 ゲスト ザ・ドリフターズ | レポーター 伊東四朗 小松政夫 せんだみつお 湯原昌幸 荒井注 秋野暢子 |

## その他
本放送から44年後の2024年4月13日にTBS系列で放送された『この歌詞が刺さった!グッとフレーズ 春…出会いと別れに刺さる歌詞SP』で、冒頭部分の一部が放送された。